# إقليم (تقسيم إداري)
إقليم هي منطقة إدارية لها استقلالها الإداري والمعنوي ويختلف من بلد لآخر كما اختلف من فترة زمنية لأخرى.